# درماندك
درماندك هي قرية في مقاطعة سلماس، إيران. يقدر عدد سكانها بـ 134 نسمة بحسب إحصاء 2016.